# Храпавост
Микрогеометријске неправилности површина називају се храпавост. 
Храпавост површина битно утиче на радне карактеристике машинских делова и то пре свега на подмазивање, трење, хабање, динамичку издржљивост, отпорност према корозији, херметичност, провођење топлоте итд. Бољи квалитет површина побољшава напред наведене особине, али је при томе обрада скупља. 
Храпавост карактеришу облик и величина неравнина. У вези са храпавошћу површина треба разликовати стварну, геометријску и ефективну површину машинског дела. 